# Hiệu ứng Kaye

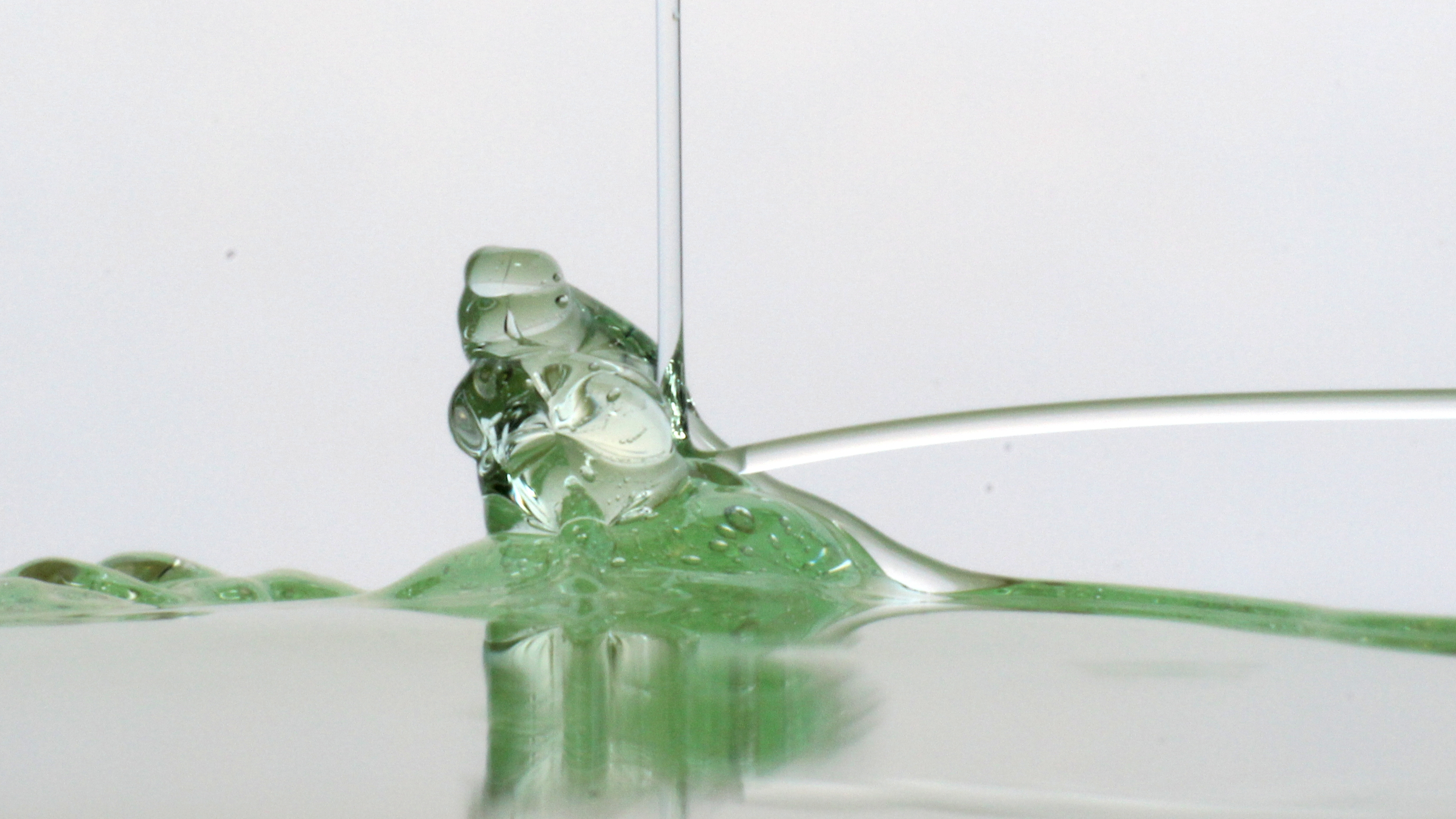
Một dòng dầu gội rơi xuống cho thấy Hiệu ứng Kaye

Hiệu ứng Kaye là một tính chất của chất lỏng phức tạp, lần đầu tiên được mô tả bởi kỹ sư người Anh Alan Kaye vào năm 1963.
Trong khi đổ một hỗn hợp nhớt của một chất lỏng hữu cơ lên một bề mặt, bề mặt đột nhiên phun ra một luồng chất lỏng hợp nhất với chất lỏng đang rơi xuống.
Hiện tượng này đã được phát hiện là phổ biến trong tất cả các chất lỏng cắt mỏng (chất lỏng làm loãng dưới ứng suất cắt). Các chất lỏng thông thường trong các gia đình có đặc tính này là các loại trong xà phòng rửa tay, dầu gội và sơn không nhỏ giọt. Tuy nhiên, hiệu ứng thường không được chú ý vì nó hiếm khi kéo dài hơn khoảng 300 mili giây. Hiệu ứng có thể được duy trì bằng cách đổ chất lỏng lên một bề mặt nghiêng, ngăn không cho máy bay phản lực đi qua giao diện hướng xuống (có xu hướng kết thúc hiệu ứng).
Nó được cho là xảy ra khi dòng chất lỏng đang rơi xuống "tuột" khỏi đống mà nó đang hình thành, và do một lớp chất lỏng mỏng bị cắt làm chất bôi trơn, không kết hợp với mặt sấp. Khi dòng chất lỏng trượt chạm tới một vết lõm trong mặt sấp, nó sẽ bắn ra như một đoạn đường nối, tạo ra hiệu ứng.